# Gilles Bourdin
Pour les articles homonymes, voir Bourdin.
Gilles Bourdin, Ægidius Burdinus ou Bourdinus en latin, est un humaniste qui fut procureur général au Parlement de Paris, né à Paris en 1517, et mort dans la même ville le 23 janvier 1570.

## Biographie
Outre le latin et le grec, il connaît l'hébreu. Il commente notamment en grec ancien les Thesmophories d'Aristophane, dans une édition imprimée en caractères fleuris et dont l'épître dédicatoire, adressée à François premier, est un véritable chef d’œuvre méconnu. 
Protecteur des belles lettres, il réunit autour de lui des dramaturges comme Odet de Turnèbe, Pierre de Larivey, François d'Amboise et Guillaume-Gabriel Le Breton.
Partisan très zélé des Guises, il acquiert la seigneurie de Bougival.
À sa mort, Pierre de Larivey écrit deux sonnets à sa mémoire.